# Bleke knoopjeskorst
Bleke knoopjeskorst (Bacidia arceutina) is een korstmos uit de familie Ramalinaceae.

## Determinatie
Uiterlijke kenmerken
Het thallus is glad of rimose (gebarsten/gespleten), soms minutieus korrelig-wrattig. De kleur is wit, bleekgroen-grijs of grijs. Apotheciën zijn lichtbruin tot bruinzwart van kleur, eerst vlak en met rand maar wordt vaak convex en zonder rand. De diameter van een apothecium is 0,2–0,6(–0,8) mm. Het heeft nooit pycnidiën.
Microscopische kenmerken
De fotobionte cellen meten 5–12 μm. De ascosporen zijn dun en naaldvormig en 3–7-septaat. De lengte is (32–)35–55(–67) × 1,5–2(–2,5) μm. Het hymenium (weefsellaag) is 45–65 μm.

## Ecologie
Deze houtbewonende soort groeit op stammen en takken van voornamelijk Spaanse aak, Fraxinus (waaronder es) en populieren in bossen met beschutte omstandigheden en op bomen in bermen onder onbeschutte omstandigheden. 

## Verspreiding
Het verspreidingsgebied van bleke knoopjeskorst strekt zich uit over Europa, Noord-Amerika (de VS Mexico) en enkele landen in Azië. In Nederland is de soort zeldzaam en staat op de Nederlandse Rode Lijst in de categorie 'kwetsbaar'.